# Trachyderes badius
Trachyderes badius là một loài bọ cánh cứng trong họ Cerambycidae.